# حاکمیت مشترک
حاکمیت مشترک (به انگلیسی: Condominium) در قوانین بین‌الملل قلمرویی است که (مانند مناطق مرزی یا یک ایالت) که چند دولت مستقل توافق کرده‌اند تا بر روی آن حاکمیت اشتراکی داشته و حقوق خود را به صورت اشتراکی، بدون تقسیم آن به نواحی ملی، اعمال کنند. گرچه حاکمیت مشترک همیشه به عنوان یک امکان تئوری شناخته شده، اما در عمل نادر است. مشکل اصلی، و دلیل وجود تعداد کمی از آنها، دشواری تضمین همکاری بین قدرت‌های مستقل است. هنگامی که درک متقابل شکست بخورد، وضعیت به احتمال زیاد شکننده می‌شود.

## قلمروهای با حاکمیت مشترک
| حاکمیت مشترک        | دولت‌های مستقل مسئول                                    | مساحت (Km2) | جمعیت              | تاریخ ایجاد      | یادداشت |
| ------------------- | ------------------------------------------------------ | ----------- | ------------------ | ---------------- | --- |
| ابیی                | سودان سودان جنوبی                                      | ۱۰٬۵۴۶      | ۱۲۴٬۳۹۰            | ۹ ژانویه ۲۰۰۵    | توافق‌نامه جامع صلح سال ۲۰۰۵ که به جنگ داخلی دوم سودان پایان داد، منطقه اداری با وضعیت ویژه را ایجاد کرد که همزمان بخشی از ایالت کردفان غربی و ایالت بحرالغزال شمالی محسوب می‌شود. پس از استقلال سودان جنوبی در سال ۲۰۱۱، این منطقه عملاً به یک منطقه مشترک بین جمهوری سودان جنوبی و جمهوری سودان تبدیل شد. |
| جنوبگان             | ۲۹ طرف                                                 | ۱۴٬۲۰۰٬۰۰۰  | ۱۳۰۰ - ۵۱۰۰ (فصلی) | ۱ دسامبر ۱۹۵۹    | جنوبگان به صورت دوفاکتو یک قاره با مالکیت مشترک است که توسط ۲۹ طرف پیمان جنوبگان که در سمت مشاور هستند اداره می‌شود. فقط ۷ تا از این دولتها ادعای ارضی دارند. |
| بخش برچکو           | بوسنی و هرزگوین: - فدراسیون بوسنی هرزگوین - جمهوری صرب | ۴۹۳         | ۸۳٬۵۱۶             | ۸ مارس ۲۰۰۰      | مالکیت مشترک دو نهاد بوسنی و هرزگوین که به دلیل ماهیت چند قومیتی آن ایجاد شده است. |
| خلیج فونسکا         | السالوادور هندوراس نیکاراگوئه                          | ۳٬۲۰۰       | ۰                  | ۲۴ می, ۱۹۸۰      | السالوادور، هندوراس و نیکاراگوئه حاکمیتی سه‏‌گانه را بر قسمتهایی از خلیج فونسکا و قلمرو دریایی بیرون دهانه‌اش اعمال می‌کنند. |
| منطقه باٰ رژیم مشترک | کلمبیا جامائیکا                                        |             | ۰                  | نوامبر ۱۹۹۳      | کلمبیا و جامائیکا به عنوان جایگزینی برای تعیین مرز دریایی خود، با توافق متقابل، یک قلمرو دریایی مشترک به نام منطقه رژیم مشترک در دریای کارائیب دارند. در غیر این صورت، بخش بیرونی منطقه اقتصادی انحصاری هر کشور در این منطقه همپوشانی خواهد داشت. برخلاف سایر "مناطق توسعه مشترک"، به نظر نمی‌رسد که این قلمرو صرفاً به عنوان راهی برای تقسیم نفت، شیلات یا سایر منابع در نظر گرفته شده باشد. |
| کوآلو               | بنین بورکینافاسو                                       | ۶۸          | ~۵٬۰۰۰             | مارس ۲۰۰۸        | The area is administrated jointly by the "Joint Committee for the Concerted Management of the Kourou/Koalou Area" (COMGEC-K). Neither nation expresses sovereignty over the area, with a permanent solution still pending. |
| دریاچه کنستانس      | اتریش آلمان سوئیس                                      | ۵۳۶         | ۰                  | بدون معاهده رسمی | اتریش و آلمان خود را مالک یک مالکیت مشترک سه‌جانبه با سوئیس (البته به دلایل مختلف) بر بخش اصلی دریاچه کنستانس (بدون جزایر آن) می‌دانند. از سوی دیگر، سوئیس معتقد است که مرز از وسط دریاچه عبور می‌کند. از این رو، هیچ معاهده بین‌المللی محل مرزهای سوئیس، آلمان و اتریش، در داخل یا اطراف دریاچه کنستانس، را مشخص نمی‌کند.. |
| موزل                | آلمان لوکزامبورگ                                       |             | ۰                  | ۱۸۱۶             | The Moselle and its tributaries, the Sauer and the Our, constitute a condominium between Germany and Luxembourg, which also includes bridges, about 15 river islands of varying size, and the tip of one island, Staustufe Apach, near Schengen (the rest of the island is in France). |
| MOU 74 Box          | استرالیا اندونزی                                       | ۵۰٬۰۰۰      | ۰                  | ۱۹۷۴             | Officially known as the Australia–Indonesia Memorandum of Understanding, the MOU Box was established by a bilateral agreement regarding the Operations of Indonesian Traditional Fishermen in Areas of the Australian Fishing Zone and Continental Shelf – 1974. The agreement recognizes access rights of traditional Indonesian fishers from Rote Ndao Regency in shared waters to the north of Australia with regard to the long history of traditional Indonesian fishing there, especially for trepang, trochus, abalone and sponges. The MOU Box includes the Scott and Seringapatam Reefs, Browse Island, and Ashmore and Cartier Islands.                          |
| جزیره فزان          | فرانسه اسپانیا                                         | ۰٫۰۰۶۸۲     | ۰                  | ۱۶۵۹             | Pheasant Island is an island of the Bidassoa. Established as part of the Treaty of the Pyrenees, It is formally administered by Spain between 1 February and 31 July each year (181 or 182 days) and by France between 1 August and 31 January each year (184 days). |
| تورت-کوچو           | - قرقیزستان - تاجیکستان                                |             |                    | ۱۳ مارس ۲۰۲۵     | تورت-کوچو جاده‌ای است که منطقه برون‌بومی واروخ تاجیکستان در قرقیزستان را به بقیه تاجیکستان متصل می‌کند. پیش از سال ۲۰۲۵، هم قرقیزستانی‌ها و هم تاجیکستانی‌ها این جاده را بخشی از قلمرو حاکمیتی خود می‌دانستند. این جاده در جریان درگیری‌های قرقیزستان و تاجیکستان در سال ۲۰۲۱ مورد مناقشه قرار گرفت، زمانی که مقامات تاجیک جاده اوش-بادکند-اسفنه را مسدود کردند و خواستار رفع انسداد جاده تورت-کوچو توسط قرقیزستان شدند. به عنوان بخشی از تعیین مرز قرقیزستان و تاجیکستان در سال ۲۰۲۵، بستر جاده‌ای به عرض ۱۰ متر و یک «منطقه امنیتی» به طول ۱۵ متر به عنوان منطقه بی‌طرف اعلام شد و کامچی‌بک تاشیف، سیاستمدار قرقیزستانی، گفت که این جاده به «طرف قرقیز یا تاجیک» تعلق نخواهد داشت. |